# Estland op de Paralympische Winterspelen 1992
Estland is een van de landen die deelnam aan de Paralympische Winterspelen 1992 in het Franse Tignes-Albertville.

## Deelnemers en resultaten
(m) = mannen, (v) = vrouwen 

### Langlaufen
| Paralympiër | Onderdeel             | Resultaat | Prestatie |
| ----------- | --------------------- | --------- | --------- |
| Vilma Nugis | 5 km Klasse B2-3 (v)  | 5de       | 19:58.9   |
| Vilma Nugis | 10 km Klasse B2-3 (v) | 5de       | 54:51.8   |

Australië · 
België · 
Canada · 
Denemarken · 
Duitsland · 
Estland · 
Finland · 
Frankrijk · 
Gezamenlijk team · 
Groot-Brittannië · 
Italië · 
Japan · 
Korea · 
Liechtenstein · 
Nederland · 
Nieuw-Zeeland · 
Noorwegen · 
Oostenrijk · 
Polen · 
Spanje · 
Tsjecho-Slowakije · 
Verenigde Staten · 
Zweden · 
Zwitserland